# Saint-Sorlin
Saint-Sorlin és un municipi delegat francès, situat al departament del Roine i a la regió d'Alvèrnia-Roine-Alps. L'any 2007 tenia 681 habitants. Fins al 31 de desembre 2016 era un municipi independent que alhora va fusionar amb Saint-Didier-sous-Riverie i Saint-Maurice-sur-Dargoire al municipi nou de Chabanière.

## Demografia
El 2007 la població era de 681 persones. Hi havia 212 famílies i 228 habitatges.

## Economia
El 2007 la població en edat de treballar era de 405 persones. Hi havia 21 establiments: una empresa de fabricació d'altres productes industrials, sis empreses de construcció, sis empreses de comerç i reparació d'automòbils, una empresa d'hostatgeria i restauració, una empresa financera, cinc empreses de serveis i una entitat de l'administració pública.
L'any 2000 hi havia 19 explotacions agrícoles que conreaven un total de 272 hectàrees.
El 2009 hi havia una escola elemental.